# Кимптон, Джордж
Габриэль Сибли Кимптон (англ. Gabriel Sibley Kimpton, более известный как Джордж Кимптон или Сид Кимптон; 12 августа 1887 — 15 февраля 1968) — английский футболист, игравший на позиции нападающего, а также футбольный тренер.

## Карьера

### Клубная
Большую часть карьеры игрока Джордж Кимптон провёл в клубе «Саутгемптон», за который выступал с 1910 по 1920 год. В составе «Саутгемптона» форвард сыграл в Южной лиге 141 матч и забил 27 голов. Также на счету Кимптона 8 матчей и 3 гола в розыгрышах кубка Англии. После ухода из «Саутгемптона» провёл 1 сезон в клубе «Торникрофтс» и завершил карьеру игрока
.

### Тренерская
По окончании карьеры игрока Джордж Кимптон стал тренером. Тренировал клубы Польши и Чехословакии. До 1926 года возглавлял французский «Гавр»
.
В 1928 году вернулся в Англию в качестве тренера «Ковентри Сити».
В 1934 году Кимптон возглавлял сборную Франции на чемпионате мира. В 1/8 финала французы встретились с одной из сильнейших команд турнира — сборной Австрии. Кимптон использовал в матче персональную опеку: Жорж Веррье играл против Маттиаса Синделара, Йозеф Бицан и Антон Шалль также получили по «опекуну». В итоге «вундертим» испытала большие проблемы в матче, обыграв «трёхцветных» лишь в дополнительное время за счёт гола Шалля, забитого из офсайда
.
В 1935 году Кимптон стал главным тренером парижского «Расинга». Со столичной командой тренер в первом же сезоне выиграл чемпионат и кубок страны. Три года спустя парижане под руководством английского тренера вновь стали обладателями национального кубка.
Джордж Кимптон покинул «Расинг» в 1939 году. В дальнейшем он тренировал ещё ряд французских клубов и завершил тренерскую карьеру в 1950 году в «Шербуре».

## Достижения

### Тренерские
- Чемпион Франции (1): 1935/36
- Обладатель кубка Франции (2): 1935/36, 1938/39